# Lista de pinturas de Giampietrino
Esta é uma lista de pinturas de Giovanni Pietro Rizzoli.
Giampietrino foi um artista cujo nome foi confundido ao longo da história, ficou conhecido como Giovanni Pedrini, Gian Pietro Rizzi, Giovanni Pietro Rizzoli ou mais comumente como Il Giampietrino. Ele é lembrado por ter estudado e trabalhado no ateliê de Leonardo da Vinci (1452 - 1519), de quem seguiu o estilo, mas tendo a sua própria graça e toque, muitas vezes pintando tons de pele pálidos, e tendo um toque de erotismo em suas obras.
| Imagem | Título                                                                   | Data                 | Coleção                                                                 | Localização                            | Gênero                          | Descrito em |
| ------ | ------------------------------------------------------------------------ | -------------------- | ----------------------------------------------------------------------- | -------------------------------------- | ------------------------------- | ----------- |
|        | Maria Magdalena (pintura de Leonardo da Vinci)                           | 1515                 | No/unknown value                                                        |                                        | arte sacra                      |             |
|        | Death of Cleopatra                                                       | 1525                 |                                                                         | Universidade Bucknell                  | pintura histórica nu artístico  |             |
|        | Madonna of the Cherries                                                  | século XVI           |                                                                         |                                        | arte sacra                      |             |
|        | Mary with the Christ-child                                               | 1 de janeiro de 1510 |                                                                         |                                        | arte sacra                      |             |
|        | The Madonna and Child seated with Saint Jerome and the Archangel Michael | século XVI           |                                                                         |                                        | arte sacra                      |             |
|        | A Última Ceia                                                            | 1520                 | Academia Real Inglesa                                                   | Magdalen College                       | arte sacra                      |             |
|        | The Last Supper (copy after Leonardo da Vinci)                           | 1520                 | Academia Real Inglesa                                                   | Academia Real Inglesa                  |                                 |             |
|        | Roman Lucretia                                                           |                      | Chazen Museum of Art                                                    | Chazen Museum of Art                   |                                 |             |
|        | Hl. Magdalena                                                            | 1520                 | Coleções de Pinturas do Estado da Baviera                               | Antiga Pinacoteca                      | arte sacra                      |             |
|        | Maria mit Kind                                                           | 1 de janeiro de 1517 | Coleções de Pinturas do Estado da Baviera                               | Antiga Pinacoteca                      | arte sacra                      |             |
|        | Virgin and Child with a Lily                                             | século XVI           | Courtauld Gallery                                                       | Courtauld Gallery                      | arte sacra                      |             |
|        | Virgin and Child with Saint Jerome                                       | século XVI           | Courtauld Gallery                                                       | Courtauld Gallery                      | arte sacra                      |             |
|        | A Morte de Cleópatra                                                     | 1550                 | Departamento de Pinturas do Louvre                                      | Louvre storage (depot)                 | pintura histórica nu artístico  |             |
|        | Salvator Mundi                                                           | século XVI           | Detroit Institute of Arts                                               | Detroit Institute of Arts              | arte sacra                      |             |
|        | Saint Catherine                                                          |                      | Fine Arts Museums of San Francisco                                      | Fine Arts Museums of San Francisco     | arte sacra                      |             |
|        | Saint Catherine of Alexandria                                            | 1530                 | Galleria degli Uffizi                                                   | Galleria degli Uffizi                  | arte sacra nu artístico         |             |
|        | Die Beweinung Christi mit einem Stifter im Bischofsornat                 | século XVI           | Gemäldegalerie                                                          | Gemäldegalerie                         | arte sacra                      |             |
|        | Die Heilige Katharina von Alexandrien zwischen zwei Rädern               |                      | Gemäldegalerie                                                          | Gemäldegalerie                         |                                 |             |
|        | Die Geburt Christi                                                       |                      | Gemäldegalerie                                                          | Gemäldegalerie                         | arte sacra                      |             |
|        | Madonna mit Kind und Johannesknaben                                      |                      | Gemäldegalerie                                                          | Gemäldegalerie                         | arte sacra                      |             |
|        | Diana the Huntress                                                       | século XVI           | Metropolitan Museum of Art                                              | Metropolitan Museum of Art             | nu artístico pintura mitológica |             |
|        | Madonna and child                                                        |                      | Munich Central Collecting Point                                         | Munich Central Collecting Point        | arte sacra                      |             |
|        | Tête de femme                                                            | século XVII          | Museu Condé                                                             | Museu Condé                            | pintura mitológica              |             |
|        | Repentant Mary Magdalene                                                 | século XVI           | Museu Hermitage                                                         | Museu Hermitage                        | arte sacra                      |             |
|        | Madonna with Child                                                       | década de 1520       | Museu Hermitage                                                         | Museu Hermitage                        | arte sacra                      |             |
|        | Christ with the Symbol of the Trinity                                    | século XVI           | Museu Hermitage                                                         | Museu Hermitage                        | arte sacra                      |             |
|        | Madonna and Child                                                        | década de 1520       | Museu Nacional de Varsóvia                                              | Museu Nacional de Varsóvia             | arte sacra                      |             |
|        | Madona com Menino                                                        | década de 1520       | Museu Nacional de Varsóvia                                              | Museu Nacional de Varsóvia             | arte sacra                      |             |
|        | Virgin and Child with the Young Saint John the Baptist                   |                      | Museu de Arte de Filadélfia                                             | Museu de Arte de Filadélfia            | arte sacra                      |             |
|        | Lucretia                                                                 | 1520                 | Museu de Arte de John e Mable Ringling                                  | Museu de Arte de John e Mable Ringling | pintura histórica               |             |
|        | A Virgem amamentando o Menino e São João Batista criança em adoração     | século XVI           | Museu de Arte de São Paulo                                              | Museu de Arte de São Paulo             | arte sacra                      |             |
|        | Madonna and Child with Saint Jerome and Michael Archangel                | século XVI           | Museu de Belas Artes de Budapeste                                       | Museu de Belas Artes de Budapeste      | arte sacra                      |             |
|        | The Magdalene                                                            | 1 de janeiro de 1517 | Museu de Belas Artes de Budapeste                                       | Museu de Belas Artes de Budapeste      | arte sacra                      |             |
|        | Leda with her children                                                   | 1530                 | Museumslandschaft Hessen Kassel                                         | Museumslandschaft Hessen Kassel        | pintura mitológica              |             |
|        | Madeleine en extase                                                      | século XVI           | Musée des Beaux-Arts de la ville de Paris                               | Petit Palais                           | arte sacra                      |             |
|        | Christ carrying his Cross                                                | século XVI           | National Gallery                                                        | National Gallery                       | arte sacra                      |             |
|        | Salome                                                                   | século XVI           | National Gallery                                                        | National Gallery                       | arte sacra                      |             |
|        | The Mystic Marriage of Saint Catherine                                   | século XVI           | National Trust                                                          | Mount Stewart                          | arte sacra                      |             |
|        | The Visitation                                                           | século XVI           | Rijksdienst voor het Cultureel Erfgoed kunstcollectie Bonnefantenmuseum | Bonnefantenmuseum                      | arte sacra                      |             |
|        | A Virgem e o Menino                                                      | século XVI           | Rijksmuseum Grand ducal collection, Oldenburg                           | Rijksmuseum Augusteum                  | arte sacra                      |             |

∑ 40 items.